# 번역 메모리
번역 메모리(영어: translation memory, TM)는 인간의 번역을 돕기위한 문장, 단락 또는 이전에 번역된 문장과 같은 단위들인 "세그먼트"들을 저장하는 데이터베이스이다. 번역 메모리는 원본 텍스트를 저장하고 "번역단위(translation units)"로 불리는 언어쌍에 해당하는 번역을 저장한다. 개별 단어들은 용어 기반들에 의해 처리되고 번역 메모리의 도메인 내부에 있지 않다.
번역 메모리를 사용하는 소프트웨어 프로그램은 때때로 번역 메모리 매니저(TMM)로 알려져 있다.
번역 메모리는 일반적으로 전용 컴퓨터 보조 번역도구(CAT), 워드프로세싱 프로그램, 용어 관리 시스템, 다국어 사전, 심지어 원시 기계 번역 출력과 결합되어 사용되고 있다.
연구에 따르면 많은 기업들이 번역 메모리 시스템을 사용하여 다국어 문서들을 만들고 있다고 한다. 2006년 언어 전문가의 설문조사에서, 874개의 회신 중 82.5%가 번역 메모리를 사용하고 있음을 확인하였다. 번역메모리의 쓰임은 기술적인 용어와 간단한 문장 구조, 컴퓨터 기술, 컨텐츠의 반복성을 특징으로 하는 텍스트 형식과 상관관계가 있다.

## 같이 보기
- 번역
- 말뭉치
- 병렬말뭉치